# Henri Giraud

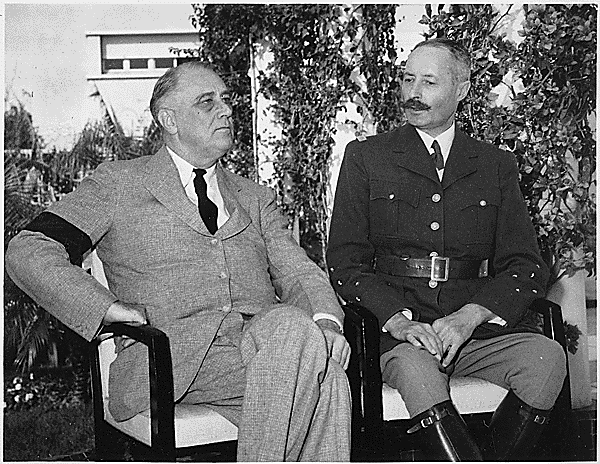
Roosevelt y Henri Giraud en Casablanca, 19 de enero de 1943

Henri Honore Giraud (París, 18 de enero de 1879-Dijon, 11 de marzo de 1949) fue un general francés que, junto con el general De Gaulle, desempeñó un papel importante en la liberación de Francia durante la Segunda Guerra Mundial.

## Biografía

### Inicios
Nacido en París, culminó en 1900 sus estudios en la Escuela Militar Especial de Saint-Cyr. Tras varios destinos en África del Norte, fue enviado en 1914 a Francia para pelear en la Primera Guerra Mundial. Durante ese conflicto, en el mes de agosto, fue capturado, pero escapó dos meses después y regresó a Francia a través de los Países Bajos.
Finalizada la guerra, Giraud sirvió en Constantinopla bajo el mando del general Louis Franchet d'Espèrey. En 1933 fue transferido a Marruecos para pelear contra los rebeldes del Rif y para la pacificación de Marruecos. Se le otorgó la Legión de Honor tras la captura de Abd el-Krim, y más tarde fue nombrado comandante en Metz.

### Captura y huida
Cuando empezó la Segunda Guerra Mundial, Giraud era miembro del Consejo Superior de Guerra y estuvo en desacuerdo con Charles de Gaulle respecto a las tácticas relacionadas con el empleo de los vehículos blindados. Se convirtió en Comandante del Séptimo grupo del ejército francés cuando fue enviado a los Países Bajos el 10 de mayo de 1940, y pudo retrasar a las tropas alemanas en Breda el 13 de mayo, aunque con fuertes bajas. En consecuencia, el reducido Séptimo Ejército fue fusionado con el Noveno Ejército.
Mientras intentaba detener el ataque alemán a través de las Ardenas, Giraud fue capturado en Wassigny por tropas alemanas el 19 de mayo de 1940. Al ser un general francés dotado de un mando importante, la Gestapo encarceló a Giraud en la fortaleza de Königstein, situada cerca de Dresde, que en ese entonces era utilizada como una prisión de máxima seguridad para los prisioneros de guerra de alta jerarquía. 
Durante más de dos años planeó cuidadosamente su huida; aprendió alemán y memorizó un mapa del área cercana, mientras coleccionaba alambre obtenido de los paquetes postales que se le permitía recibir. El 17 de abril de 1942, Giraud logró romper los barrotes de su celda y, formando un largo cable, escapó de la prisión descolgándose por un promontorio rocoso de casi 40 metros de altura. Tras ello, Giraud logró afeitarse totalmente su espeso bigote para quedar menos reconocible y viajó a Bad Schandau para encontrarse con su contacto de la SOE británica. Tras usar varios trucos, huyendo inclusive a bordo de trenes alemanes como un pasajero común, Giraud alcanzó la frontera suiza, la cruzó a pie, y finalmente llegó a la Francia de Vichy.

### Cooperación con los Aliados
Pronto, toda Francia se enteró de la evasión de Giraud. Heinrich Himmler ordenó a la Gestapo su asesinato y Pierre Laval intentó persuadirlo de que regresase a Alemania. Giraud manifestó su apoyo a Pétain y al gobierno de Vichy, pero rehusó cooperar con los alemanes. Por este motivo, estuvo de acuerdo con el desembarco aliado en África del Norte, pero solicitó ser el comandante de aquella operación. Finalmente, Giraud viajó a Argelia, y el 7 de noviembre de 1942 viajó en el submarino británico Seraph hacia Gibraltar para reunirse con el general estadounidense Dwight David Eisenhower.
Eisenhower, quien le dio el seudónimo King-Pin, le pidió que comandase las tropas francesas en Argelia, Marruecos y Túnez después de la Operación Torch para que las instara a reiniciar la lucha contra Alemania, pero Giraud se decepcionó por cuanto esperaba comandar toda la operación y no solo persuadir a sus compañeros de armas. Rehusó dirigirse inmediatamente hacia Argel, donde la Resistencia francesa lo estaba esperando, y se quedó en Gibraltar hasta el 9 de noviembre. Así, la resistencia francesa, conforme con los acuerdos secretos hechos en Cherchell el 23 de octubre de 1942 con el general Mark Wayne Clark del comando conjunto aliado, decidió realizar la Operación Torch sin tomarlo en cuenta.
El 8 de noviembre de 1942, la Resistencia dio un golpe de Estado en Argel, efectuado por unos 400 hombres mal equipados que durante la noche neutralizaron la artillería costera y las tropas colaboracionistas, tomaron la mayoría de los puntos estratégicos de Argel, y arrestaron a la mayoría de los líderes civiles y militares del gobierno de Vichy, anulando la autoridad del general Alphonse Juin y del almirante François Darlan, que precisamente estaba visitando Argel en esos días. Las tropas aliadas ocuparon Argel y lograron que Juin y Darlan pidieran un cese al fuego, negándose a continuar la política neutral impuesta por la Francia de Vichy. Además, los barcos que rehusaron unirse a los golpistas fueron hundidos. 
Hitler entró en furia al saber del inicio del desembarco estadounidense y, dudando de la voluntad de los franceses para oponer resistencia en el Norte de África, ordenó que la Wehrmacht ocupase de inmediato todo el Sur de Francia, que aún estaba libre de tropas germanas desde 1940.
Por su parte, Eisenhower apoyó el autonombramiento de Darlan como gobernador militar del Norte y el Occidente de África, acto que enfureció al general Charles de Gaulle, jefe máximo de la Francia Libre, quien se negó a reconocer la autoridad de Darlan debido a su pasada lealtad a la Francia de Vichy. Giraud llegó a Argel la tarde del 9 de noviembre, pero su presencia y discurso instando a reiniciar la lucha contra los nazis no tuvo el efecto deseado, por lo que al día siguiente Giraud estuvo de acuerdo en subordinarse a Darlan como comandante del Ejército Francés de África del Norte. 
Darlan mantuvo las leyes utilizadas por el gobierno de Vichy y se negó a permitir las actividades políticas de grupos degaullistas, situación que no pudo ser aceptada por la resistencia francesa. En consecuencia, durante la tarde del 24 de diciembre de 1942, Ferdinand Bonnier de la Chapelle, un monárquico francés de 22 años, ingresó a la oficina central de Darlan en Argel y lo mató de dos disparos.
Tras el asesinato del almirante, Giraud recibió el apoyo de los aliados, a pesar de que enojó a los estadounidenses cuando ordenó el arresto de muchos de los líderes de la resistencia francesa que ayudaron a las tropas de Eisenhower durante la Operación Torch, sin ninguna protesta por parte del representante de Roosevelt, Robert Murphy. 
Giraud formó parte de la Conferencia de Casablanca, con Roosevelt, Churchill y de Gaulle, en enero de 1943. Tiempo después, tras difíciles negociaciones, Giraud aceptó la supresión de las leyes hitlerianas de Vichy, así como la liberación de los prisioneros de los campos de concentración del Sur de Argelia. Entonces, Henri Giraud y Charles de Gaulle se convirtieron en «copresidentes» del Comité Francés de Liberación Nacional (CFLN) y las fuerzas de Francia libre, en tanto EE. UU. esperaba que Giraud fuese una figura intermedia menos personalista que De Gaulle para dirigir el CFLN.

### Alejamiento del poder político
No obstante, De Gaulle consolidó su posición política a expensas de Giraud, porque estaba más al tanto con la situación política y contaba con un movimiento político propio, mientras que Giraud tenía puestas sus esperanzas de mando solo en su rol apolítico como militar profesional. Giraud también perdió influencia ante británicos y estadounidenses cuando se negó a revelar sus planes para la invasión de Córcega hasta el último minuto. El 13 de septiembre Giraud lideró los desembarcos en Córcega armando al grupo local de resistencia de tendencia comunista Front National , situación que provocó las críticas de Charles de Gaulle. 
Para entonces, los partidarios de De Gaulle, mejor organizados, habían ocupado casi todas las posiciones políticas clave de la administración francesa del Norte de África, mientras Giraud solo se aferraba a su mando sobre el ejército y carecía de un aparato político que lo secundase. Las luchas políticas con el movimiento de De Gaulle terminaron con Giraud perdiendo la copresidencia en noviembre de 1943.
Cuando los Aliados se enteraron de que Giraud mantenía su propia red de inteligencia en competencia con los servicios de De Gaulle, el CFLN lo retiró de su puesto como comandante en jefe de las fuerzas francesas de África del Norte. Giraud rehusó un puesto como inspector general del ejército donde carecía de todo mando efectivo, y decidió retirarse. El 28 de agosto de 1944 sobrevivió a un atentado en su contra en Argelia.

### Vida de posguerra
El 2 de junio de 1946, Giraud fue elegido como representante para la Asamblea Constituyente de Francia y participó en la elaboración de la Constitución de la Cuarta República Francesa. Se mantuvo como miembro del Consejo de Guerra y recibió una condecoración militar por su escape de Alemania, pero no volvió a disfrutar de influencia política alguna, siendo completamente desplazado por De Gaulle. Publicó dos libros sobre sus experiencias: Mis evasiones (Mes évasions) y Una única meta, la victoria: Argel 1942-1944 (Un seul but, la victoire: Alger 1942-1944). Murió en Dijon el 11 de marzo de 1949.